# Ligne de tête
Pour la ligne de tête en chiromancie, voir Chiromancie#La ligne de tête.

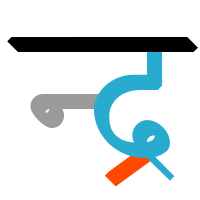
Combinaison de consonnes ndra en devanagari avec la ligne de tête en noir.

La ligne de tête, aussi appelée potence, est une barre horizontale utilisée dans certaines écritures d’origine brahmique comme le devanagari (où elle est appelée shiro rekha), l’écriture tibétaine ou l’écriture bengali.